# You (album de Gong)
Albums de Gong
Angel's Egg
(1973) Shamal
(1975)
Pour les articles homonymes, voir You.
You est le cinquième album studio du groupe rock psychédélique Gong et aussi le dernier volet de la trilogie Radio Gnome Invisible initiée en 1973, avec Flying Teapot suivie par Angel's Egg en 1973. L'album datant de 1974 sera le dernier de la première période du groupe et fut également celle du plus grand succès. Gong s'orientera vers le jazz-rock par la suite sous la houlette du batteur-percussionniste Pierre Moerlen, sous le nom du Pierre Moerlen's Gong.
L'album considéré comme moins construit que les précédents, reste dans la même veine d'ambiances de transes délirantes, bien que plus teinté de jazz et de rock progressif. Les musiciens "techniques" s'affirment dans l'album, au détriment de Daevid Allen. On sent d'ailleurs un antagonisme entre les chansons courtes d'Allen racontant la fin des aventures de Zéro the hero (Thoughts for Naught, A PHP's Advice, Perfect Mystery) et les longs instrumentaux très psychés aux structures complexes (Master Builder, A Sprinkling of Clouds, Isle of Everywhere).
You est sûrement l'album studio le plus psychédélique du Gong et réserve de grands moments. Master builder et son riff puissant précédé d'un grand "Om" collectif d'intro - que Steve Hillage reprendra d'ailleurs sur son quatrième album solo Green, (produit par Nick Mason du Pink Floyd, sous le titre  Activation/The Glorious Om Riff -, A Sprinkling of Clouds ou Tim Blake et la guitare glissando d'Allen "inventent" littéralement les spirales technos, et le très jazz Isle of Everywhere.
You Never Blow Your Trip Forever clôture à la fois l'album et la trilogie, il deviendra la pièce de conclusion de nombreux concerts.
Le disque marque la fin de la période psychédélique, celle qui aura vu naître la plupart des titres jouée sur scène plus tard. Gilly Smith quittera le navire d'abord (été 1974), puis Daevid Allen (Avril 1975) et le couple Steve Hillage - Miquette Giraudy (fin 1975). Hillage est présent sur l'album Shamal bien qu'il ne joue que sur deux pièces alors que Miquette Giraudy n'a participé que sur une seule, puis ils quittèrent le groupe. 

Gong se permettra une certaine dérision concernant les crédits au dos de l'édition vinyle. On peut en effet voir inscrit sous le mandala cette mention : 
All titles written by Gong and produced by Simon Heyworth and Gong under the universal influence of C.O.I.T (Compagnie d'Opéra Invisible de Tibet).
Littéralement "Toutes les chansons ont été écrites par Gong, produites par Simon Heyworth et Gong sous l'influence universelle du C.O.I.T (Compagnie d'Opéra Invisible de Tibet)". Le groupe fait ici la démonstration de son talent d'ironie et d'irrévérence.

## Titres
1. Thoughts for Naught (Gong) 1:32
2. A PHP's Advice (Gong) 1:47
3. Magick Mother Invocation (Gong) 2:06
4. Master Builder (Gong) 6:07
5. A Sprinkling of Clouds (Gong)	8:55
6. Perfect Mystery (Gong) 2:26
7. Isle of Everywhere (Gong)	10:20
8. You Never Blow Your Trip Forever (Gong) 11:22

## Musiciens
- Daevid Allen Dingo Virgin : Guitare rythmique, chant
- Steve Hillage : Guitare solo et rythmique
- Mike Howlett : Basse
- Tim Blake Hi T Moonweed : Claviers, Synthétiseurs Moog & EMS , Mellotron
- Didier Malherbe Bloomdido Bad de Grasse : Saxophones, flûtes, chœurs
- Pierre Moerlen : Batterie, Percussions
- Benoît Moerlen : Percussions
- Mireille Bauer : Percussions
- Gilli Smyth Shakti Yoni : Chœurs, space whispers
- Miquette Giraudy Bambaloni Yoni : Chœurs

Avec :
- "Venux De Luxe" (Francis Linon) : Switch Doctor et Son sur scène
- Wizz De Kidd : éclairage de scène
- David ID : gérant de tournée